# 斯蒂芬·達比
斯蒂芬·達比（英語：Stephen Darby，1988年10月16日—）是一名前英格蘭職業足球運動員，在場上司職右後衛，最後效力於英冠球會博尔顿。2018年9月因患上「漸凍人症」宣佈退役。

## 生平

### 球會
達比曾經代表利物浦參加英格蘭足總青年盃的賽事，并以隊長身份協助球隊贏得2006年和2007年英格蘭足總青年盃賽事的冠軍。在2008/09年球季，達比在利物浦對及PSV埃因霍溫的歐洲冠軍杯賽事中出場，亦為利物浦在英格蘭聯賽盃第四圈負於中後補上陣。2009/10年球季達比再在歐聯主場對費倫天拿獲派正選上陣；2010年1月2日於英格蘭足總盃第三圈作客對雷丁再獲派正選上陣；1月20日主場對熱刺於完場前後補上陣完成英超處子登場。
2010年3月11日獲外借到英甲球會史雲頓直到球季結束，期間上陣12場聯賽，協助球隊取得第五位參加升班附加賽，達比在3場附加賽均獲派上陣，更在準決賽次回合互射十二碼，射入奠勝球淘汰，但決賽以0-1不敵而功虧一簣。
2010年7月29日歐霸盃外圍賽第三圈首回合作客對拉布歷基（FK Rabotnički），達比在下半場中段入替艾加。11月1日達比再被外借到剛由前利物浦球員保罗·因斯接手任教的英甲球會諾士郡兩個月。
2011年7月7日達比再被外借到英甲球會羅奇代爾，為期一個球季。

### 國家隊
除了代表利物浦參賽外，達比曾是英格蘭U19足球代表隊的一員。

## 榮譽
- 英格蘭足總青年盃冠軍：2006年、2007年；
- 英格蘭足球預備組超級聯賽冠軍：2007/08年；

## 外部連結
- 足球数据库：斯蒂芬·達比的球员统计数据
- 利物浦官網上的介紹